# 瑞穂町 (京都府)
瑞穂町（みずほちょう）は、京都府にあった町。船井郡に属した。
1988年の京都国体をきっかけにホッケーが盛んになり、1996年に人工芝ホッケー場が完成するなどホッケーをするための充実した環境が整えられた町であった。
2005年10月11日近隣2町と合併し京丹波町となった。

## 歴史
- 1951年（昭和26年）4月1日 - 檜山村・梅田村・三ノ宮村・質美村が合併して瑞穂村が発足。
- 1955年（昭和30年）4月1日 - 瑞穂村が町制施行して瑞穂町となる。
- 2005年（平成17年）10月11日 - 丹波町・和知町と合併して京丹波町が発足。同日瑞穂町廃止。

## 提携都市
姉妹都市
- 双葉町 - 福島県双葉郡

## 金融機関
- 京都北都信用金庫瑞穂支店
- JA京都瑞穂支店

## 交通
町域に鉄道はない。

### 道路
- 国道9号
- 国道173号

### バス
- 西日本JRバス園福線（園部 - 桧山 - 福知山）。役場近くに車庫 （桧山支所→京丹波営業所）があり運行上の拠点となっている。
- 瑞穂町町営バス - 合併後は京丹波町町営バスに移行。

## 名所・旧跡・観光スポット・祭事・催事
- 質志鍾乳洞公園 - 府内で唯一の鍾乳洞がある。
- グリーンランドみずほ